# Jean Kerléo (militaire)
Pour les articles homonymes, voir Kerléo.
Jean Kerléo (Saint-Sauveur, 3 avril 1909 - Pointe-Noire, 23 décembre 1950), est un militaire français, Compagnon de la Libération. Engagé volontaire déjà expérimenté au moment du déclenchement de la Seconde Guerre mondiale, il décide de se rallier à la France libre et combat en Afrique du Nord.

## Biographie

### Jeunesse et engagement
Jean Kerléo naît le 3 avril 1909 à Saint-Sauveur dans le Finistère. Il s'engage dans la marine en 1927 et y sert cinq ans en tant que quartier-maître mécanicien. Il se réengage en 1932, cette fois au profit de l'armée de terre, et est affecté au 1er régiment étranger comme caporal radio. En 1937, on le retrouve à Brest où il est caporal mécanicien.

### Seconde Guerre mondiale
Il se trouve en Afrique-Équatoriale française au début de la Seconde Guerre mondiale. Après l'armistice du 22 juin 1940, il décide de se rallier à la France libre. Engagé dans les forces françaises libres en tant que caporal-chef, il est affecté au régiment de tirailleurs sénégalais du Tchad. Il participe alors à la guerre du désert dans le Fezzan. Engagé dans la bataille de Koufra, il y est très grièvement blessé par des éclats de bombe le 19 février 1941. Le 14 juillet suivant, à Brazzaville, il reçoit la croix de la Libération des mains du général de Gaulle en même temps qu'Edgard de Larminat et Félix Éboué,. Ses blessures le rendant inapte au service actif, il est affecté en juin 1942 à la compagnie mixte des télégraphistes de l'Afrique française libre. Il est promu sergent-chef en janvier 1944.

## Après-guerre
Démobilisé le 15 mars 1946, il se retire à Pointe-Noire, au Congo. Jean Kerléo meurt le 23 décembre 1950, à l'embouchure du fleuve Kouilou-Niari, dans le naufrage d'un bateau dont il venait de terminer la construction.

## Décorations
|  |  |  |  |  |  |
|  |  |  |  |  |  |

| Chevalier de la Légion d'honneur     | Chevalier de la Légion d'honneur     | Compagnon de la Libération           | Compagnon de la Libération              | Médaille militaire                      | Médaille militaire                      |
| Croix de guerre 1939-1945 Avec palme | Croix de guerre 1939-1945 Avec palme | Croix de guerre 1939-1945 Avec palme | Médaille coloniale Avec agrafe "Koufra" | Médaille coloniale Avec agrafe "Koufra" | Médaille coloniale Avec agrafe "Koufra" |